# Ямбрешич, Андрей
Андрей (Андрия) Ямбрешич (хорв. Andrija Jambrešić; 20 сентября 1706, Цезарская весь, Хорватское Загорье, Габсбургская монархия — 13 марта 1758, Вараждин) — хорватский иезуит, педагог, прозаик, лингвист и лексикограф.

## Биография
В 1725 году вступил в орден иезуитов.
Изучал теологию в университете Граца, позже был профессором теологии и деканом в Трнавском университете (1749—1751).
Автор латинско-хорватско-германско-венгерского литературного словаря Lexicon latinum interpe illyrica, germanica et hungarica locuples … (Загреб, 1742), предназначенного для обучения молодежи и одного из лучших словарей старой хорватской лексикографии.
В Лексиконе отразилось его ещё неустановившееся представление о языке и народности иллирийцев (то есть хорватов). В языке он смешивает наречия хорватско-словенские с наречиями сербско-хорватскими; natio illyrica для него то все славяне, то одни только хорваты, словенцы и далматинцы. Его труды являются ценными памятниками хорватского культурного наследия.

## Избранные работы
- Syllabus vocabulorum grammaticae in Illyricam translatus cum appendice generum, declinationum Emanuelis Alvari. Zagrabiae, 1726. (2 изд, 1735)
- Manductio ad Croaticam orthographiam. (1732)
- Index vocum Croaticarum et Germanicarum cum brevi introductione ad linguam Croaticam. (1738)
- Lexicon Latinum, interpretatione illyrica, germanica et hungaroca locuples inusum potissimum studiosae juventutis digestum. (Загреб, 1742)
- Divus Ivo, oratio panegyrica, … (Трнава, 1750)
- Municipale Croatiae jus, commentario illustratum. (Загреб)